# Habiter la maison
Pour plus de détails, voir Fiche technique et Distribution.
Habiter la maison est un film québécois réalisé par Renée Beaulieu (en), sorti en 2024 et mettant en vedette François Papineau.
Il s'agit du quatrième long métrage de fiction de la réalisatrice Renée Beaulieu et son cinquième comme scénariste.

## Synopsis
Simon, entrepreneur, vit avec sa famille dans une magnifique maison d'architecture typiquement québécoise qu'il a construite dans un coin retiré des Laurentides. Cette famille composée de trois enfants, de leurs parents et de leur grand-mère paternelle, vit, comme toute famille, des moments importants, des transformations, des bouleversements, où les rêves des enfants se heurtent à ceux des parents. Sur une période de dix ans, on y voit des départs, séparations, retours, décès et naissances.

## Fiche technique
Sources : IMDb et Vital Distribution
- Titre original : Habiter la maison
- Réalisation et scénario : Renée Beaulieu (en)
- Musique : David Thomas
- Conception artistique : André Chamberland
- Costumes : Yanice B. Desrosiers
- Maquillage : Sophie Lebeau
- Coiffure : Manon Joly
- Photographie : Serge Desrosiers
- Son : Stéphan Roy, Benoît Dame
- Montage : Renée Beaulieu
- Production : Serge Desrosiers
- Société de production : Vital productions
- Société de distribution : Vital Distribution
- Budget : 2,5 millions $ CA[2]
- Pays de production :  Canada
- Tournage : une vingtaine de jours en septembre 2023 dans les Laurentides, entre autres à l'Auberge du Clos Rolland à Sainte-Adèle[3] et un peu à Saint-Sauveur[4]
- Langue originale : français
- Format : couleur 4K
- Genre : drame psychologique
- Durée : 100 minutes
- Dates de sortie :
  - Canada : 
    - 31 octobre 2024 (première mondiale en clôture du 43e Festival du cinéma international en Abitibi-Témiscamingue à Rouyn-Noranda)[5]
    - 14 novembre 2024 (première montréalaise au 30e Festival de films francophones Cinemania)[6]
    - 21 mars 2025 (sortie en salle au Québec)

  - Maroc : 10 novembre 2024 (au théâtre national Mohammed-V lors du 29e Festival international du cinéma d'auteur de Rabat)[7]
- Classification :
  - Québec : Visa général[8]

## Distribution
- François Papineau : Simon, le père
- Antoine DesRochers : Antoine
- Rose-Marie Perreault : Andréa
- Émie Thériault : Adèle
- Nathalie Cavezzali : Nathalie, la mère
- France Castel : Colette. la grand-mère
- Danny Gilmore : le contremaître
- Laurence Latreille : Laurie
- Jeff Boudreault : gérant
- Alexandre Pronovost  : Guillaume
- Laurence Champagne : Delphine
- Pascal Mailloux : le pianiste